# Plataleyrodes anthocleistae
Plataleyrodes anthocleistae es un hemíptero de la familia Aleyrodidae, con una subfamilia: Aleyrodinae.
Plataleyrodes anthocleistae fue descrita científicamente por primera vez por Takahashi & Mamet en 1952.